# Grands Prix des associations littéraires
Les Grands Prix des associations littéraires (GPAL) sont des prix littéraires décernés au Cameroun depuis 2013.
Les catégories « Recherche » et « Belles-Lettres » sont ouvertes aux ouvrages publiés dans la période des dix-huit mois précédant le lancement officiel de chaque édition. Le concours est international depuis sa création, si l’on s’en tient à la liste des finalistes de la première édition, qui mettait déjà en compétition deux auteurs français et quatre camerounais.
Cette internationalité a été confortée davantage dans les éditions suivantes. En 2015, 54 ouvrages ont été présélectionnés aux GPAL 2015 par 37 associations d'origines diverses à travers le monde. La liste des sept nommés issus de ces présélections comptait deux Camerounais, un Colombien, un Ivoirien, un Tchadien, un Gabonais et un Congolais de la RDC, ce qui aura valu aux GPAL d'être présentés par Cameroon Tribune[réf. incomplète] comme « une structure œuvrant dans la promotion de la littérature en Afrique et dans le monde ». Le prix couronnera par la suite des lauréats originaires de pays autres que le Cameroun. 
Déclaré initialement dans ses premières éditions comme un prix bilingue ouvert aux livres écrits en français ou en anglais, la cinquième édition a accueilli des ouvrages écrits en espagnol. Dans les 124 ouvrages présélectionnés aux GPAL 2017 (par 104 associations de 30 pays), 16 étaient signés d'auteurs hispanophones. Trois d'entre eux ont figuré dans le carré final, et un parmi les lauréats.
En 2018, le prix Nobel de littérature n'étant pas décerné, le Daily Nation de Nairobi propose aux lecteurs kényans de se tourner vers les lauréats d'autres prix, comme les GPAL, le Man Booker International Prize, le Neustadt International Prize for Literature, ou encore le Commonwealth Prize (en).

## Concept
Des auteurs contemporains sont primés dans deux catégories : la catégorie « Recherche », réservée aux essais, et la catégorie « Belles-Lettres » consacrée pour sa part à la littérature de fiction (roman, nouvelle, poésie, théâtre). Les ouvrages sont présélectionnés par des associations littéraires ou assimilées. Une commission de tri préliminaire, la CTP en abrégé, est chargée de dégager au moins six livres nommés qui seront soumis à l’appréciation du Grand Jury, chargé de désigner les lauréats. Le Grand Jury est constitué d’au moins neuf membres ignorés comme tels les uns des autres et travaillant séparément ; les jurés ne peuvent siéger dans deux éditions d’affilée. Le concours est ouvert à des ouvrages écrits en français, en anglais, ou en espagnol, publiés par des maisons d’édition ou simplement auto-publiés par les auteurs. Les livres écrits dans les langues africaines sont aussi éligibles, un livre écrit en kikongo ayant figuré dans la liste des nommés de l'édition de 2018. Le prix peut être remporté jusqu’à trois fois par le même auteur. Cependant, un auteur lauréat devra laisser passer au moins une édition avant de pouvoir être de nouveau pré-sélectionnable.
D'autres prix sont attribués. Le Grand Prix de la mémoire est décerné à titre posthume à une icône de la littérature. Le Grand Prix des mécènes revient à un auteur chevronné, distingué pour la qualité de sa production bibliographique. L’Asso-prize, prix décerné lors des deux dernières éditions des GPAL, rend hommage à une association en reconnaissance de sa réputation sérieuse et de ses activités déployées dans de le cadre de la promotion de la littérature.

## Récompenses
Les lauréats, en l’occurrence ceux des catégories Recherche et Belles-Lettres, reçoivent chacun « des appuis financiers et bien d’autres lots »[réf. non conforme], notamment 500 000 Fcfa, soit un peu plus de mille dollars, ainsi que des livres ayant concouru honorablement aux GPAL toutes éditions confondues, dont certains dédicacés par leurs auteurs. Les lauréats des GPAL bénéficient aussi de fait d'une communication promotionnelle autour du livre et/ou de l’auteur primé(s).
Des activités littéraires sont également organisées autour des ouvrages primés, comme la Journée de l’Étudiant-GPAL, qui consiste à présenter et offrir à des étudiants méritants les livres distingués ; le concours de Dissertation-GPAL qui consiste à évaluer des lycéens et des collégiens très doués en matière de littérature sur la base des livres consacrés par les GPAL ; la Citation-GPAL dont le but est de maintenir présents dans la mémoire collective les auteurs primés aux GPAL, en publiant de temps à autre dans les journaux leurs citations.
Le 12 juin 2015 à l'université de Yaoundé I, un prix spécial dénommé Prix Tam-tam de poésie de la Journée de l'Étudiant-GPAL 2015 a été décerné à une poétesse française, finaliste de la première édition des GPAL dans la catégorie Belles-Lettres. Le prix était attribué conjointement par l'équipe des GPAL et les éditions Harmattan Cameroun, promoteurs des ouvrages primés à la dernière édition des GPA.
Pour le volet ressources, les Grands Prix des associations littéraires bénéficient depuis la première édition du soutien financier des Brasseries du Cameroun, avec notamment le sponsoring du label Castel Beer. Des mécènes solidaires de la structure des GPAL ont également soutenu ses activités.

## Transparence
Le rapport des procédures de désignation des lauréats de la première édition des GPAL a été rendu public en janvier 2016 dans un opuscule de 90 pages. On pouvait y lire dans l'introduction qu’un tel rapport serait désormais publié pour chaque édition, dans un intervalle de deux à trois ans après chaque cérémonie de remise des prix, l’objectif étant de « faire montre de transparence et de décourager ainsi toute velléité de polémique autour des lauréats des GPAL ».

## Les lauréats
GPAL 2013,
- Président du Jury : Guillaume Oyônô Mbia (Écrivain dramaturge, universitaire)
- Lauréat de la catégorie Recherche : Magloire Ondoa, distingué pour ses travaux intitulés Textes et documents du Cameroun (1815-2012)[31], présenté par le Club Kwame NKrumah.
- Lauréat de la catégorie Belles-Lettres : Eric Mendi, distingué pour son roman intitulé Opération Obama[32], présenté par l’association Lire des merveilles.
- Lauréat du Grand Prix de la mémoire : Francis Bebey (1929-2001)[33]
- Journée de l’Étudiant-GPAL : 150 étudiants primés le 7 juillet 2014 à l’université de Yaoundé II-Soa[34]

GPAL 2014,
- Président du jury : Adamou Ndam Njoya (ancien ministre de l’Éducation nationale au Cameroun ; ancien membre du bureau exécutif de l’Unesco)[37].
- Lauréat de la catégorie Recherche : Hermine Kembo Takam Gatsing, distinguée pour son essai intitulé Le Système africain de protection des droits de l’homme. Un système en quête de cohérence[38], présenté par Unijeapaj International.
- Lauréat de la catégorie Belles-Lettres : Charles Salé, distingué pour son roman intitulé « La’afal. Ils ont dit… »[39], présenté par le Grenier littéraire.
- Lauréat du Grand Prix de la mémoire : Tchicaya U Tam'si (1931-1988)[40]
- Lauréat du Grand Prix des mécènes : Guillaume Oyônô Mbia[41],[42]
- Association lauréate de l’Asso-prize : La Compagnie Feugham
- Journée de l’Étudiant-GPAL : 150 étudiants primés à l'université de Yaoundé I[43]
- Marie Hurtrel : Lauréate du Prix Tam-tam de poésie de la Journée de l'Étudiant-GPAL 2015[44], décerné conjointement par l’équipe des GPAL et l’Association des étudiants de la faculté des arts, lettres et sciences humaines de l’université de Yaoundé I, notamment pour son recueil intitulé Un tilleul au Cameroun[45] ; prix attribué à l’occasion de la Journée de l’étudiant-Gpal 2015[46].

GPAL 2015
- Présidente du jury : Claude Njiké-Bergeret (Auteure, Enseignante, Dignitaire traditionnelle).
- Lauréat de la catégorie Recherche : Jacques Fame Ndongo[48], distingué pour son Essai sur la sémiotique d’une civilisation en mutation[49], présenté par le Club Unesco de l’université de Douala.
- Lauréat de la catégorie Belles-Lettres : Fiston Mwanza Mujila, distingué pour son roman intitulé Tram 83[50], présenté par Asprobir France.
- Lauréat du Grand Prix de la mémoire : Cheikh Anta Diop (1923-1986)[51]
- Lauréat du Grand Prix des mécènes : Patrice Kayo[52],[53]
- Association lauréate de l’Asso-prize : Grenier littéraire
- Journée de l’Étudiant-GPAL 2016 : Cent ouvrages offerts à des étudiants de l'université Cheikh Anta Diop de Dakar, par l'intermédiaire du Journal universitaire[54].

GPAL 2016
- Président du Jury : Hubert Mono Ndjana (Auteur, universitaire, Professeur émérite de philosophie).
- Lauréat de la Catégorie Recherche: Felwine Sarr, distingué pour son essai intitulé Afrotopia, présenté par le Cercle littéraire des jeunes du Cameroun (CLIJEC).
- Lauréat de la catégorie Belles-Lettres : Eric Mendi, distingué pour son ouvrage intitulé AFANE - Forêt équatoriale, présenté par la Maison de la Culture Québec - Cameroun[56].
- Lauréat du Grand Prix de la mémoire : Sankie Maimo (1930-2013).
- Lauréat du Grand Prix des mécènes : Bernard Dadié[57]
- Association lauréate de l’Asso-prize : Association Gangotena (Toulon, France)[58].
- Journée de l’Étudiant-GPAL 2017 : Donation de 100 ouvrages au Club Unesco de l'université de Douala[59].

GPAL 2017
- Président du Jury: Ebénézer Njoh-Mouellé
- Lauréat de la Catégorie Recherche: Ebénézer Billé et Georges Moukouti, co-auteurs du livre Hispanoamérica: visión contemporánea, présenté par l’association El Calidoscopio (Mexique).
- Lauréat de la catégorie Belles-Lettres : Macaire Etty, distingué pour son œuvre intitulée La Geste de Bréké[61], présentée par l'AECI (Association des écrivains de Côte d'Ivoire).
- Lauréat du Grand Prix de la mémoire : William Edward Burghardt Du Bois, également connu sous le nom de W. E. B. Du Bois (1868 - 1963)
- Lauréat du Grand Prix des mécènes : Seydou Badian Kouyaté[62]
- Association lauréate de l’Asso-prize : Maison de la Culture Québec-Cameroun
- Journée de l’Étudiant-GPAL 2018 : Donation de livres à l'Association des Étudiants de la Faculté des Sciences Juridiques et Politiques de l'Université de Douala[63]

GPAL 2018
- Président du Jury : Patrice Kayo[65]
- Lauréat de la Catégorie Recherche : Helen Lackner, distinguée pour son oeuvre intitulée Yemen in Crisis, présentée par Middle East Studies Associations (Etats-Unis d'Amérique)
- Lauréat de la catégorie Belles-Lettres : Yasmina Khadra, distingué pour son roman intitulé Khalil, présenté par l'association culturelle La Grande Maison de Tlemcen (Algérie)
- Lauréat du Grand Prix de la mémoire : Jean-Marc Ela, philosophe camerounais (1936 - 2008)
- Lauréat du Grand Prix des mécènes : Ngugi wa Thiong'o[66]
- Association lauréate de l’Asso-prize : El Calidoscopio (Mexique)
- Journée de l’Étudiant-GPAL 2019 : Donation de livres à l'Association des Étudiants de la Faculté des Sciences Economiques et de Gestion de l’Université de Yaoundé II-Soa[67]

GPAL 2019
- Président du Jury : J. Shenga
- Lauréat de la Catégorie Recherche : Victor Julius Ngoh, distingué pour son oeuvre intitulée Cameroon: 1884 - Present, présentée par ORES (Organization of Rural Education Simplicity).
- Lauréat de la catégorie Belles-Lettres : Namwali Serpell, distinguée pour son roman intitulé The Old Drift, présenté par Spirit of Book.
- Lauréat du Grand Prix de la mémoire : Chinua Achebe (1930 - 2013)
- Lauréat du Grand Prix des mécènes : Cheikh Hamidou Kane[69]
- Association lauréate de l’Asso-prize : Colectivo Cultural Iniciativa Pética (Mexique)
- Journée de l’Étudiant-GPAL 2020 : A suivre